# Olof Sjöström

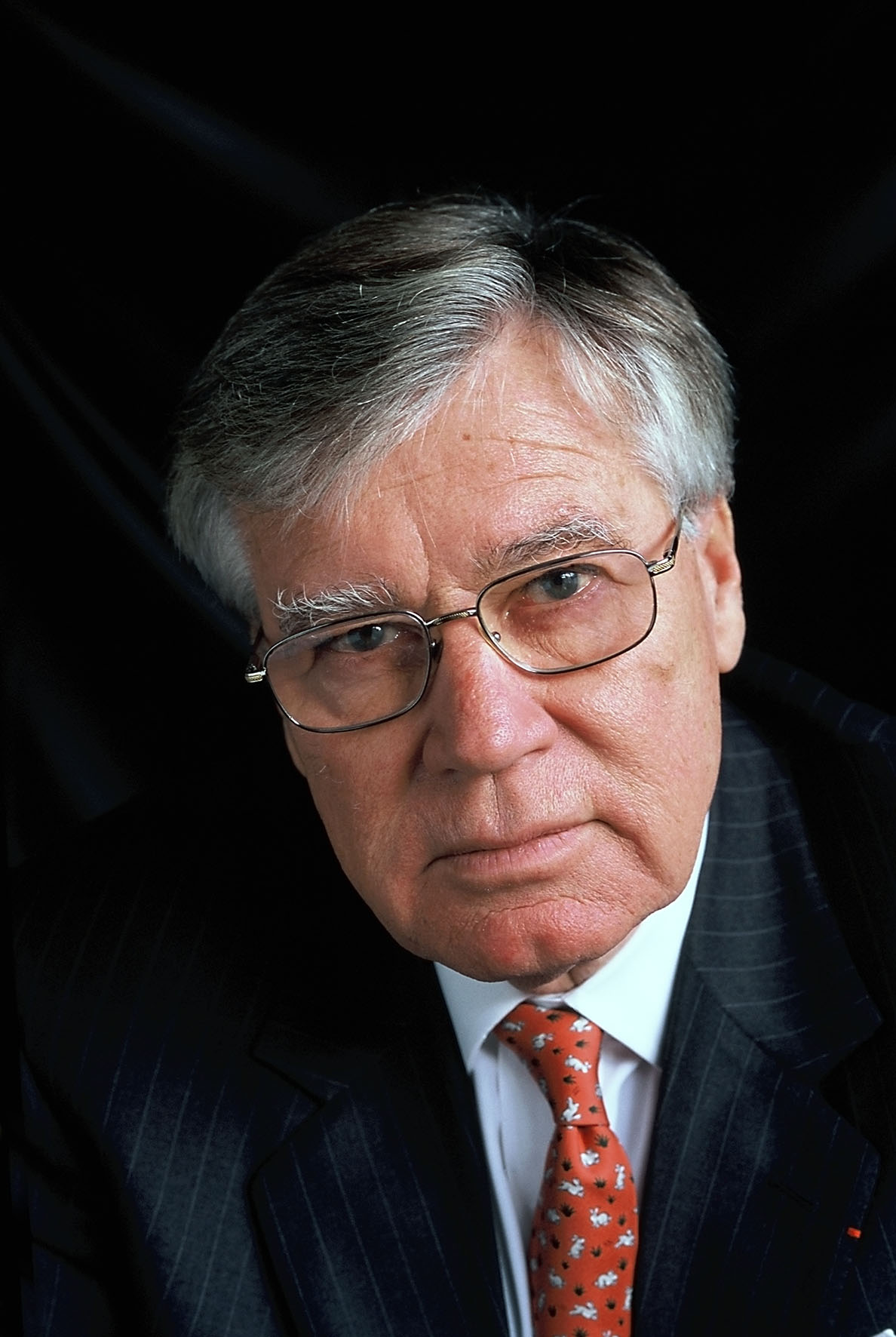
Olof Sjöström

Olof Carl Sjöström, född 20 april 1940 i Heliga Trefaldighets församling i Kristianstad, död 15 september 2021 i Oscars församling, Stockholm, var en svensk bank- och industriman och tidigare generalkonsul för Furstendömet Monaco.

## Biografi
Sjöström var son till professor Gunnar Sjöström och hans hustru Margareta, född Ljungberg, Alnarp.
Efter studier vid universiteten i Grenoble, Frankrike och i Lund tog han en civilekonomexamen år 1964 vid Lunds universitet. Var v. ordförande i Lunds Studentkår 1963. Efter anställning vid Svenska Handelsbanken, 1965–1971, där han bland annat var chef för utlandsrörelsen i västra Sverige, kom han till Götaverken AB, 1971–1972, där han var knuten till koncernledningen. Han blev han finansdirektör i Volvokoncernen 1972. Åren 1974–1980 var han medlem av Volvos koncernledning. År 1980 övergick han till Atlas Copco, där han var vice koncernchef och 1985 tillträdde han som verkställande direktör i Östgöta Enskilda Bank.
Sjöström var senior advisor hos Salomon Brothers mellan 1989 och 1997 och rådgivare till Zambias president mellan 1991 och 2002. Han verkar och har verkat som styrelseledamot i en rad företag och organisationer i Sverige och i utlandet, bland annat som ordförande i Stiftelsen Birgit Nilssons stipendiefond , Fondation Industrielle de l'Association franco suédoise pour la recherche , Vattenfall Naturgas AB , Kapitalutskottet i Stiftelsen för Strategisk Forskning , Stiftelsen Stockholms Studentbostäder , Pomona Gruppen AB , som v.ordförande i Första AP-fonden ,  Sophiahemmets Vänner , Franska Handelskammaren i Sverige , och som ledamot av Svenska Kyrkans etiska råd , och medlem i styrelserna för Invest in Sweden , Konung Gustaf V:s Jubileumsfond, Praktikertjänst AB , och Saracakis Brothers S.A. . Han är ständig ledamot i Kungl. Ingenjörsvetenskapsakademiens näringslivsråd och hedersordförande i Bernadotte-Musei Vänner. 
Han är författare till boken Karl XIV Johan: Det moderna Sveriges grundare.
Sjöström tilldelades år 2015 H.M. Konungens Medalj i 12:e storleken i högblått band. År 1993 blev han riddare av franska Hederslegionen, år 2002 riddare av monegaskiska Saint Charles Orden och år 2018 officer av samma orden.

## Familj
Sjöström var från 1965 till sin död gift med journalisten Marianne Sjöström. De fick en son och en dotter. Olof Sjöström är begravd på Båstads nya begravningsplats.